# Cal Músic (Alella)
Cal Músic és una obra d'Alella (Maresme) protegida com a Bé Cultural d'Interès Local.

## Descripció
Antiga masia de planta rectangular situada a l'interior d'un passatge ubicat entre el conjunt de cases de cos de l'esquerra de la riera i el barri del Rost. Actualment trobem una construcció entre mitgeres, de planta baixa i pis i amb coberta de teula a dues aigües, que ha sofert molts canvis al llarg del temps. La façana principal, oberta a ponent al passatge abans esmentat, té dos eixos verticals on s'agrupen les obertures de les dues plantes. La portada adovellada d'arc de mig punt ha estat transformada.